# Isabel Fargo Cole
Isabel Fargo Cole (* 1973 in Galena, Illinois) ist eine US-amerikanische Schriftstellerin und Übersetzerin. Sie lebt in Deutschland und schreibt auf Deutsch.

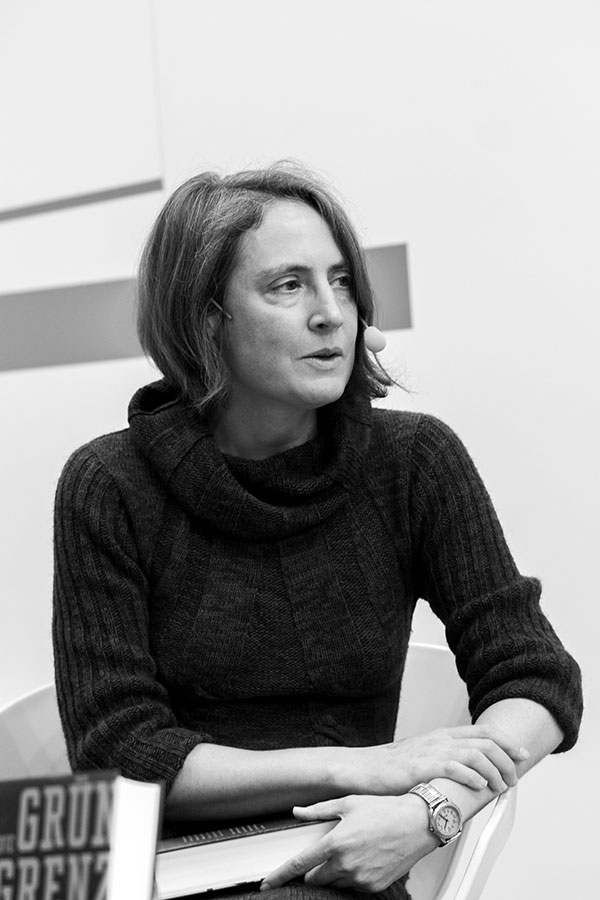
Isabel Fargo Cole auf der Frankfurter Buchmesse 2017. „Die grüne Grenze“

## Leben
Isabel Fargo Cole wuchs in New York auf und studierte Literaturwissenschaft, Geschichtswissenschaft und Philosophie an der University of Chicago. 1995 zog sie nach Berlin und studierte an der Humboldt-Universität Russisch und Neuere deutsche Literatur.
Cole ist freiberuflich als Übersetzerin tätig. Sie übersetzte Bücher von verschiedenen deutschsprachigen Autoren, darunter Franz Fühmann, Friedrich Dürrenmatt und Wolfgang Hilbig, ins Englische. Sie lebt in Berlin. Seit 2005 arbeitet sie auch als Autorin, wobei sie ihre Texte auf Deutsch verfasst.
Im Jahr 2013 veröffentlichte sie ihre Brief-Novelle: Ungesichertes Gelände, die den Fragen persönlicher Integrität in Zeiten der Ausspähung auf den Zahn fühlt. Gemeinsam mit Juli Zeh und Ilija Trojanow gründete sie „Writers Against Mass Surveillance“, eine Bürgerinitiative von Schriftstellern  gegen die Gefahren öffentlicher Massenüberwachung. 2017 erschien bei Edition Nautilus ihr Roman Die Grüne Grenze über eine Künstlerfamilie, die in den 1970er Jahren in den Ort Sorge im DDR-Grenzgebiet im Harz zieht. Spiegel Online nannte das Buch: „ein Deutschlandbuch, das ohne jedes Klischee auskommt und trotz seiner fast 500 Seiten nie aufgebläht wirkt.“
Ihr zweiter Roman, Das Gift der Biene, kam im September 2019 ebenfalls bei Edition Nautilus heraus. Isabel Fargo Cole beschreibt darin die Geschichte einer jungen US-Amerikanerin, die Anfang der 1990er Jahre in einem besetzten Haus im Ostteil Berlins lebt. Einige Figuren aus „Die grüne Grenze“ kommen auch in diesem Buch vor.

## Auszeichnungen und Nominierungen
- 2018: Nominierung von Die grüne Grenze für den Preis der Leipziger Buchmesse in der Kategorie „Belletristik“[5]
- 2018: Helen-und-Kurt-Wolff-Übersetzerpreis für ihre Übersetzung der Erzählung Alte Abdeckerei von Wolfgang Hilbig[6]
- 2023 Literaturpreis der A und A Kulturstiftung[7]

## Werke (Auswahl)

### Autorin
- Ungesichertes Gelände, mikrotext, Berlin 2013, ISBN 978-3-944543-11-6.
- Die grüne Grenze, Roman, Edition Nautilus, Hamburg 2017, ISBN 978-3-96054-049-6.
- Das Gift der Biene, Roman, Edition Nautilus, Hamburg 2019, ISBN 978-3-96054-196-7.
- Die Goldküste. Eine Irrfahrt, Matthes & Seitz, Berlin 2022, ISBN 978-3-7518-0218-5.
- diverse Veröffentlichungen in Zeitschriften wie Sinn und Form, Das Magazin und anderen

### Übersetzerin
- Hermann Ungar. Boys and Murderer (Knaben und Mörder), Twisted Spoon Press, 2006
- Annemarie Schwarzenbach,  All the Roads Are Open  (Alle Wege sind offen), Seagull Books, 2011
- Franz Fühmann, The Jew Car, (Das Judenauto), Seagull Books, 2013
- Friedrich Dürrenmatt, Selected Essays, Seagull Books, 2013
- Arthur Eloesser, Cities and City People: Berlin, 1919. Readux Books, 2014
- Wolfgang Hilbig, I (Ich), Seagull Books, 2015
- Wolfgang Hilbig, The Sleep of the Righteous (Der Schlaf der Gerechten), Two Lines Press, 2015
- Klaus Hoffer, Among the Bieresch (Bei den Bieresch), Seagull Books, 2015
- Franz Fühmann, At the Burning Abyss. Experiencing the Georg Trakl Poem (Vor Feuerschlünden), Seagull Books, 2017
- Wolfgang Hilbig, Old Rendering Plant (Alte Abdeckerei), Two Lines Press, 2017
- Joachim Kalka, Gaslight (Gaslicht), NYRB, 2017